# Arkansas Judge
Arkansas Judge è un film del 1941 diretto da Frank McDonald.
È un film drammatico a sfondo musicale e romantico statunitense con Leon Weaver, Frank Weaver e June Weaver (accreditati come Weaver Brothers and Elviry). È basato sul romanzo del 1940  False Witness di Irving Stone.

## Produzione
Il film, diretto da Frank McDonald su una sceneggiatura di Ring Lardner Jr., Ian McLellan Hunter, Gertrude Purcell, Dorrell McGowan e Stuart E. McGowan con il soggetto di Irving Stone (autore del romanzo), fu prodotto da Armand Schaefer per la Republic Pictures e girato nei Republic Studios a Hollywood in California dal 5 dicembre 1940. Il titolo di lavorazione fu  Arkansaw Judge.

## Distribuzione
Il film fu distribuito negli Stati Uniti dal 28 gennaio 1941 al cinema dalla Republic Pictures. È stato distribuito anche nel Regno Unito con il titolo False Witness e in Brasile con il titolo O Juiz de Arkansas.

## Promozione
Le tagline sono:
- "A GRAND MIX-UP OF HAY SEEDS AND HAY-LARITY! Starring the corn-country's "First Family of Fun"".
- "MORE Laughs...Thrills...Music...than ever before! JOIN THE FUN!".